# Хохряков Петро Олександрович
Петро Олександрович Хохряков (рос. Пётр Александрович Хохряков; 16 січня 1990, м. Нижньокамськ, СРСР) — російський хокеїст, центральний нападник. Виступає за «Нафтохімік» (Нижньокамськ) у Континентальній хокейній лізі. Кандидат у майстри спорту.
Вихованець хокейної школи «Нафтохімік» (Нижньокамськ). Виступав за «Нафтохімік-2» (Нижньокамськ), «Нафтохімік» (Нижньокамськ), «Реактор» (Нижньокамськ), «Дизель» (Пенза). 
У складі молодіжної збірної Росії учасник чемпіонату світу 2010.